# Liste der Monuments historiques in Vinets
Die Liste der Monuments historiques in Vinets führt die Monuments historiques in der französischen Gemeinde Vinets auf.

## Liste der Objekte
| Bezeichnung                           | Beschreibung                                                         | Standort                       | Kennzeichnung | Schutzstatus | Datum | Bild |
| ------------------------------------- | -------------------------------------------------------------------- | ------------------------------ | ------------- | ------------ | ----- | ---- |
| Skulptur Heiliger Memmius von Chalons | Kalkstein, farbig gefasst, erste Hälfte des 16. Jahrhunderts         | in der Kirche St-Memmie (Lage) | PM10002975    | Classé       | 1911  |      |
| Kirchenfenster                        | aus dem 16. Jahrhundert                                              | in der Kirche St-Memmie (Lage) | PM10002973    | Classé       | 1913  |      |
| Skulptur Madonna mit Blumenstrauß     | Kalkstein, Farbfassung übertüncht, erste Hälfte des 16. Jahrhunderts | in der Kirche St-Memmie (Lage) | PM10002974    | Classé       | 1911  |      |